# Rozwój i Pokój
Rozwój i Pokój (hebr.: פיתוח ושלום), pierwotnie Flatto-Szaron (hebr.: פלאטו שרון) – izraelska efemeryczna partia polityczna działająca w latach 70. i 80. XX wieku.

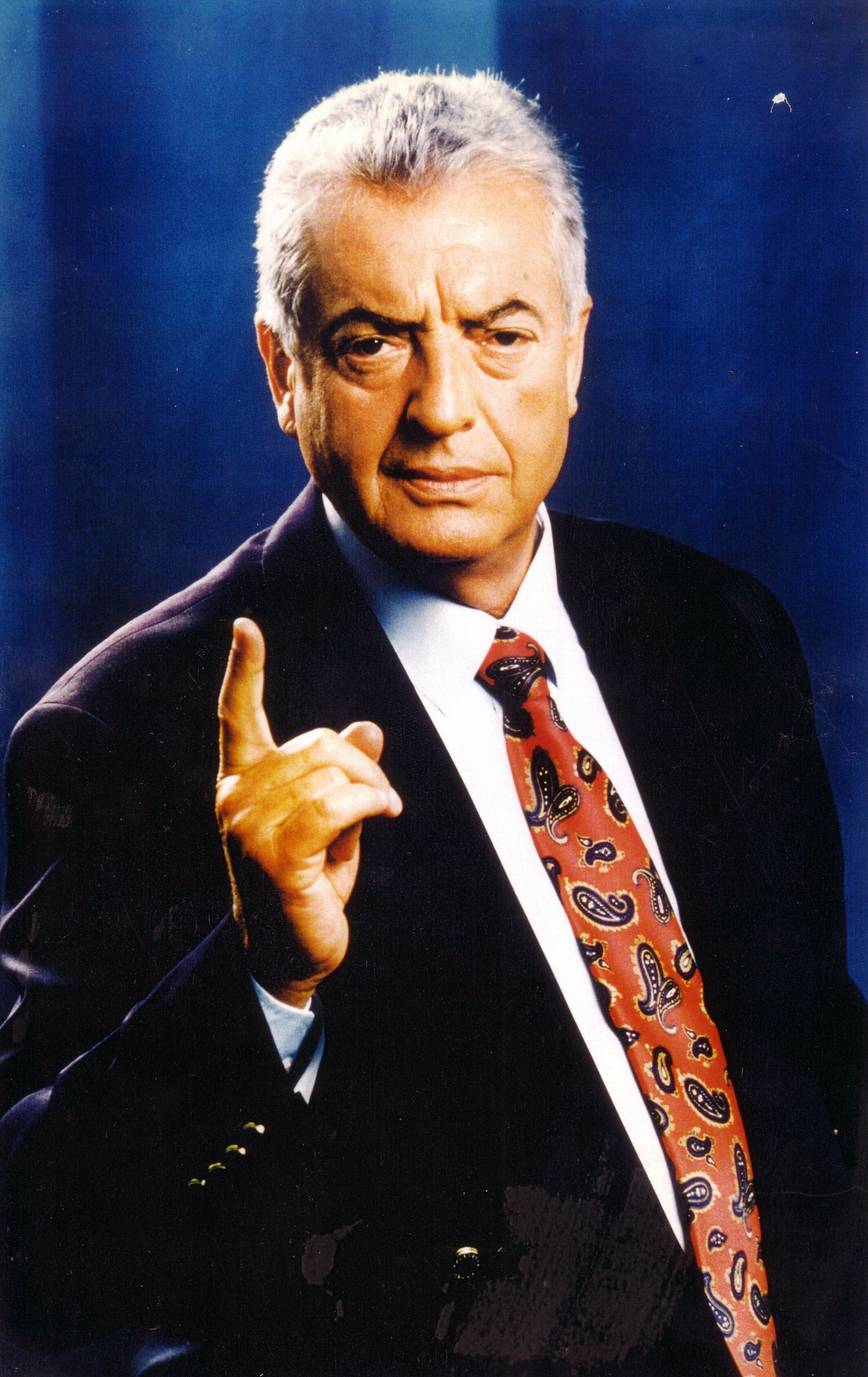
Szemu’el Flatto-Szaron

Urodzony w Polsce, francusko-izraelski przedsiębiorca, Szemu’el Flatto-Szaron, by uzyskać immunitet chroniący go przed ekstradycją do Francji postanowił dostać się do izraelskiego parlamentu. W wyborach w 1977 wystartował z własnej listy Flatto-Szaron. Ugrupowanie uzyskało 35 049 głosów (2%), co uprawniało do objęcia dwóch mandatów w dziewiątym Knesecie, jednak z racji, że była ona jednoosobowa to w skład Knesetu wszedł tylko Szemu’el Flatto-Szaron. 28 lutego 1978 ugrupowanie zmieniło nazwę na Rozwój i Pokój. W kolejnych wyborach nie dostał się do parlamentu.